# Daniel-Ryan Spaulding
Daniel-Ryan Spaulding ist ein kanadisch-kroatischer Comedian, der auf Stand-up-Bühnen und in Videos in sozialen Medien auftritt.

## Leben und Werk
Daniel-Ryan Spaulding stammt aus Vancouver und hat die kanadische und die kroatische Staatsangehörigkeit. In Kanada studierte er Schauspiel an der Queen’s University in Kingston, lebte dann in Norwegen und Amsterdam und seit 2018 in Berlin. Nach eigenen Angaben stand er in mehr als 50 Ländern auf der Bühne. Besondere Bekanntheit erlangte er durch englischsprachige Online-Videos während der Corona-Lockdowns und Gastauftritte im ZDF Magazin Royale. Bei seinem ersten Auftritt in der Show im November 2020 spielte er einen CNN-Nachrichtensprecher, der anzüglich über die Wahl zum neuen CDU-Vorsitz berichtet. Thematisch befasst er sich auch mit „Identität, Sexualität und insbesondere homosexuellen Stereotypen“. „Er nimmt feine, kleine Beobachtungen auf, jongliert frech und ironisch mit Klischees, Wortwitz und Übertreibungen, sodass sie manchmal ein bisschen weh tun – aber eben auch sehr lustig sind. Denn an jeder noch so steilen Aussage klebt doch auch ein gehöriger Batzen Wahrheit“, so der NDR. Sein Video If Gay Guys Said The Shit Straight People Say wurde zwei Millionen Mal abgerufen.
Als in Berlin lebender Expatriate setzte er sich mit angeblich typisch deutschen Eigenschaften auseinander und erstellte das Video Germans Aren’t Efficient (übersetzt: Deutsche sind nicht effizient). In seiner Videoreihe It’s Berlin macht Spaulding sich in der Rolle des schwulen „DaNiel“ über Berliner Hedonisten lustig, „die die Stadt als Spielwiese sehen, die ganze Zeit nur machen, was sie wollen, ohne Rücksicht auf Verluste“. Der in den Videos oft geäußerte Ausruf „So Berlin“ wurde in einem Stadtmarketing-Film der Kampagne „Wir sind ein Berlin“ aufgenommen, man sieht in dem Video Spaulding mit einer veganen Currywurst in der Hand.
Die Frankfurter Allgemeine Zeitung zitiert ihn ausführlich in einem Artikel über „Dating“ in Berlin. Im Gegensatz zu New York, das auch berüchtigt sei für seine komplizierte Datingszene, sei es dort so teuer, dass die Menschen keine Zeit hätten, Spielchen zu spielen. Anders als die Berliner. Ihm falle keine einzige positive Dating-Erfahrung aus der Hauptstadt ein. Aber so viele negative, dass sie für ein ganzes Leben reichten.
Nach dem Terrorangriff der Hamas auf Israel am 7. Oktober 2023 produzierte Spaulding ein kritisches Video zur mangelnden Solidarität bestimmter Teile der queeren Szene mit den israelischen Opfern. „Ich finde es sehr ironisch, dass die Leute, die die Hamas im Internet verteidigen, diejenigen sind, die höchstwahrscheinlich von diesen Terroristen getötet werden würden“, sagte er in dem Video. „Queere, intellektuelle Feministen“ machten relativierende Aussagen zu den Attacken auf Juden, das sei grob falsch und gefährlich. Der Clip wurde in sozialen Medien neun Millionen Mal aufgerufen und millionenfach geteilt. Spaulding unterstützt die „Bring them Home“-Initiative für die Freilassung der von der Hamas entführten israelischen Geiseln und nahm an Sondersitzungen der UNO zum Thema sexualisierte Gewalt im Zuge der Hamas-Angriffe teil. In seiner Video-Serie Purple Hair Girl klärt er über antisemitische Ressentiments auf. „Ich will nicht Leuten gefallen, die politisch so dermaßen falsch liegen und dazu eine gefährliche Rhetorik verbreiten – gefährlich für Israelis und jüdische Menschen. Ich möchte in keiner Gesellschaft leben, in der Terrorismus normalisiert und gerechtfertigt wird“, erklärte er in einem Interview.
Spaulding spricht sich gegen den Vorwurf des angeblichen Pinkwashings durch Israel aus. „Israel hat LGBTQ*-Rechte, weil Menschen dafür gekämpft haben. Der Pinkwashing-Vorwurf ist nicht mehr als Propaganda, um die Szene dort zu diskreditieren. Er ist eine Verschwörungserzählung. Und er erweist Schwulen und Lesben in Israel, die eine lebendige Community aufgebaut haben, einen Bärendienst. Ich finde den Begriff daher antisemitisch und homofeindlich“, sagte er in einem Interview mit der taz.
2023 nahm Spaulding durch eine Magenoperation rund 100 Kilogramm ab und entwickelte eine neue Rolle des „Power Gay“.